# 구사일생
"구사일생"은 1984년에 개봉한 한국 & 홍콩의 합작영화이다.

## 캐스팅
- 하요심 : 진호걸 역
- 이혜숙 : 쥴리 역
- 박일권 : 소강 역
- 장두희 : 나일론 역
- 임근보 : 뉴엔중령 역
- 김호곤 : 족장 역
- 전월생 : 로천 역
- 주금강 : 공룡 역
- 유추생 : 철인 역
- 고웅
- 임정영
- 필립 로프레도
- 카리